# Église Sainte-Marie-du-Suffrage de Monopoli
L'église de Sainte-Marie-du-Suffrage (Chiesa Santa Maria del Suffragio) aussi appelée église du purgatoire (Chiesa del Purgatorio, est un édifice religieux sis à Monopoli, une ville située dans la province de Bari, dans les Pouilles. Située via Argento, elle est entourée d’habitations et accolée à une chapelle avec un beffroi, accessible de l'intérieur de l’église. 
La date des débuts de sa construction est incertaine, mais quant à la nef centrale, les sources indiquent son édification entre 1687 et 1700. L'église a été sujette à de nombreuses interventions de restauration à partir du  XVIIIe siècle, poursuivies au XXe siècle à cause d’un séisme qui l’a affaiblie, jusqu’aux dernières travaux d’achèvement en 2013-2014.
L’église du Suffrage, de style baroque, est connue pour la présence de références à la thématique de la mort visibles sur son portail, dans le cimetière souterrain visitable de l'extérieur et dans la chapelle qui abrite 9 momies, dont 8 appartenant à la confrérie, et un bébé, conservées dans des vitrines adossées au mur.

## Histoire
L’église fut construite à la demande des chanoines de la cathédrale de Monopoli, à la suite de l’effondrement du clocher de cette dernière, qui détruisit toutes les habitations des alentours, en causant aussi une multitude de morts. Les terrains des ruines furent achetés par la confrérie de Sainte-Marie du Suffrage, pour qu’on construise une église en mémoire des morts de la catastrophe. Les travaux, selon certains auteurs, commencèrent en 1687 en présence de l’évêque, avec la pose de la première pierre le 7 novembre et ils furent achevés en 1700. D’autres sources reportent la date de construction à 1700, avec la bénédiction solennelle du vicaire général Nicolò Romanelli. La confrérie s’occupa de l’achèvement de l’église en l’enrichissant avec des ornements comme le tableau représentant Sainte-Marie du Suffrage amené en 1717 de Naples, œuvre du peintre Paolo de Matteis, et la corniche dorée.

## Architecture
L’église de Sainte-Marie du Suffrage est construite en style baroque et présente un plan cruciforme avec nef centrale unique, surmonté d’une coupole dans le point de croisement avec le transept. À droite de la nef il y a des locaux de service, alors qu’à sa gauche se trouve une chapelle construite à la fin du XVIIIe siècle, un clocher et une sacristie au-dessus d’un petit cimetière souterrain auquel on accède par un escalier extérieur depuis le jardin, protégé d’un mur d’enceinte. À l’arrière, la sacristie est flanquée de locaux et d’une maison, alors que l’abside de l’autel majeur est entourée de maisons . 
La façade principale est coupée horizontalement en deux par une corniche et verticalement en trois parties, dont la médiane est scandée de quatre pilastres d’ordre toscan qui s’appuient sur un piédestal. Le portail principal, auquel on accède en montant les marches, est entouré d’un chambranle, sur lequel sont sculptés différents symboles liés au thème de la mort, et surmonté d’une fine inscription et d’un entablement qui soutient le tympan interrompu. Entre les deux rampants se trouve une niche avec la statue de l’archange Gabriel, le protecteur des entrées. Entre les pilastres il y a également des niches avec des angelots . Au-dessus, la corniche doublée de la façade sépare la partie inférieure de celle supérieure, au-dessous de laquelle s’alternent une série de triglyphes et métopes, ces dernières sculptées avec des motifs de crânes et d’os croisés. Les pilastres suivent les prolongements de la partie inférieure. Au-dessus de la corniche, il y a une baie avec une clé de voûte surmontée d’une fenêtre à œil-de-bœuf. Chaque partie latérale de la façade est simple, éclairée de deux fenêtres chacune, celles dans la travée droite sont désormais fermées. À gauche, s’ouvre une fenêtre rectangulaire avec châssis en fer, positionnée à hauteur d’homme, soutenant une épitaphe et une fenêtre à œil-de-bœuf. 
Les battants en bois du portail sont fractionnés en panneaux quadrilatères avec des emblèmes du pouvoir et des outils de travail , parmi lesquels s’insèrent deux rectangles plus grands abritant deux squelettes.

## Intérieur
L'intérieur de l’église préserve cinq autels, dont le maître-autel en style baroque classique est réalisé en « pierre leccese »  . Le tableau peint de Sainte-Marie du Suffragesitué au centre du maître-autel est entouré de piliers et colonnes salomoniques à chapiteaux corinthiens et chaque élément du mobilier liturgique comporte des décorations végétales naturalistes et stylisées, d’angelots, frises, couronnes et statuettes de saints. L’éclairage de part et d’autre du maître-autel met en valeur la blancheur de la pierre, qui contraste avec quelques éléments dorés. Les autres autels, dont l’un est visible de l’extérieur à travers la fenêtre sont réalisés en matériaux moins nobles. Via la fenêtre, on entrevoit des vitrines adossées au mur, surmontées d’un tympan qui abritent neuf squelettes en position debout, restes de citoyens décédés entre 1770 et 1830, dont sept hommes, une femme et une petite fille aux yeux en verre.

## Exposition des momies
Depuis le Concile de Trente, un renouveau théologique redéfinit certaines représentations comme celles de la mort et du purgatoire. Ce dernier est affirmé par le canon catholique comme lieu sacré et distinct de l’enfer et du paradis, qui permet aux défunts d’apurer leurs péchés. Dans la continuité du parcours que le fidèle entreprend quand il rejoint la mort, certains rites, comme l’acte de momification, sacralisent le squelette qui s’est libéré « purgeant » son âme . 
Les momies, après l'édit de Saint-Cloud de 1804, peuvent être conservées extra-moenia et exposées dans des vitrines. Ces défunts faisaient partie de la même confrérie, comme en témoignent leurs vêtements noirs, sur lesquels sont cousues des langues de feu rouge évoquant les flammes purifiantes.